# 夏同善
夏同善（1831年—1880年），字舜樂，號子松，浙江仁和县塘栖镇（今屬臨平區）人。晚清政治人物。

## 生平
夏同善幼年喪母，父夏建寅續娶烏鎮蕭氏，常隨繼母住外婆家，好讀書，遍讀外祖父蕭麒藏書，與胡雪巖有交情。咸豐六年丙辰科進士，選庶吉士，散館授編修。历官庶常馆庶子、詹事府詹事。善寫文章，时人誉谓“在曾（国藩）、左（宗棠）之上”，甚得慈禧太后賞識。第二次鴉片戰爭時期，同善反對議和。太平軍陷杭州，夏同善在家服父喪，攜母到上海。同治六年（1867年），升為少詹事。同治十年（1871年）任兵部右侍郎。同治十二年（1873年）以審理楊乃武與小白菜一案聞名。光绪元年（1875年），与内阁学士翁同龢直毓庆宫授读。光绪四年，视学江苏。光緒六年（1880年）卒。朝廷賜祭葬，諡文敬。葬于大清嶺。
浙江图书馆今存夏同善手稿《夏子松先生函牍》。浙江省桐鄉市烏鎮有夏同善翰林第。

## 延伸阅读
[在维基数据编辑]
 《清史稿·卷228》
 《清史稿·卷441》，出自趙爾巽《清史稿》
 在维基共享资源阅览影像